# ジョン・スコット (作曲家)
ジョン・スコット（英語: John Scott、1930年11月1日 - ）は、ジョニー・スコット（英語: Johnny Scott）の名で知られるイギリスの作曲家、指揮者である。本名はパトリック・ジョン・オハラ・スコット（Patrick John O'Hara Scott）。ブリストル、ビショップストン出身。

## 作曲担当作品

### 映画
- 美人殺人部隊 1967年
- 長い長い決闘 1967年
- ああ月旅行 1967年
- 姿なき殺人 1967年
- おませなツインキー 1969年
- 愛と死のエルサレム 1972年
- アントニーとクレオパトラ 1972年
- 狂気のいけにえ 1973年
- 荒野のガンマン無宿 1974年
- ス★パ★イ 1974年
- 怒りの日 1975年
- ラッキー・タッチは恋の戦略 1975年
- ザ・ショッカー 女子大生を襲った呪いの超常現象 1976年
- 続・恐竜の島 1977年
- ノース・ダラス40 1979年
- ファイナル・カウントダウン 1980年
- 悪魔の受胎 1981年
- 龍の忍者 1982年
- 未来から来たハンター ヨオ 1983年
- グレイストーク -類人猿の王者- ターザンの伝説 1984年
- キングコング2 1986年
- 影の軍隊 1986年
- 燃える男 1987年
- 影なき男 1988年
- デシーバーズ 暗黒の大地 1988年
- キング・オブ・ザ・ウィンド 疾風の覇者 1989年
- ウィンターピープル 1989年
- ブラック・レインボウ 1989年
- ライオンハート 1990年
- コレット・水瓶座の女 1991年
- 兜 KABUTO 1991年
- ジャック・ルビー 1992年
- イエロードッグ 1995年
- ジャングル・ブック 少年モーグリの大冒険 1997年

### テレビドラマ
- タワー・ジャック 1980年
- ガンジーと総督 自由への長い道 1986年
- レッド・キング★狙われた赤い星 1989年
- ルコナ号沈没の謎を追え! 1993年
- テロリスト・ゲーム2 危険な標的 1995年
- 20,000 Leagues Under the Sea 1997年
- クストーシリーズ